# بلدة أدريان تشارتر (ميشيغان)
أدريان تشارتر (بالإنجليزية: Adrian Charter Township, Michigan)‏ هي بلدة تقع بولاية ميشيغان في الولايات المتحدة. تبلغ مساحتها 89.5 (كم²)، وترتفع عن سطح البحر 265 م، بلغ عدد سكانها 5749 نسمة في عام تعداد الولايات المتحدة 2000 حسب إحصاء مكتب تعداد الولايات المتحدة وتصل الكثافة السكانية فيها 64.2 نسمة/كم2.

## وصلات خارجية
- The US50 - Cities and Towns in Michigan State
- Michigan Cities and Towns, Facts, Map, Flag, Colleges, Government, and More